# 폴리곤 (웹사이트)
폴리곤(영어: Polygon)은 미국의 비디오 게임 웹사이트이다. 2012년 10월 24일에 사이트를 개설하였으며, 복스 미디어가 운영하고 있다. 2012년 10월 복스 미디어의 세 번째 자산으로 출범한 폴리곤은 게임 뒤에 있는 사람들의 이야기와 장문의 잡지 스타일 특집 기사에 초점을 맞춤으로써 차별화를 추구했다.
이 사이트는 10개월에 걸쳐 구축되었으며 게임 사이트 조이스티크, Kotaku 및 디 이스케이피스트 (잡지)의 편집장을 포함하여 16명의 창립 직원으로 구성되었다. 복스 미디어는 사이트 창립에 관한 다큐멘터리 시리즈를 제작했다.